# ۲۷ مارس
۲۷ مارس در تقویم گرگوری، هشتاد و ششمین (در سال‌های کبیسه هشتاد و هفتمین) روز سال است. ۲۷۹ روز تا پایان سال باقی است.

## رویدادها
- ۱۷۳۸ - پارلمان انگلستان به دولت اسپانیا اعلان جنگ داد.
- ۱۷۹۷ - ناتانیل بریگز (به انگلیسی: Nathaniel Briggs) در نیو همشایر آمریکا نخستین ماشین لباسشویی را که ساخته بود به معرض تماشا گذارد.
- ۱۸۶۶ - نخستین آمبولانس جهان که با اسب کشیده می‌شد آغاز به‌کار کرد.
- ۱۹۱۰ - نخستین هواپیما از روی آب به پرواز درآمد. این کار در فرانسه انجام گرفت و از آن پس ساخت هواپیماهایی که به جای فرودگاه زمینی از دریا برای فرود آمدن و بلند شدن استفاده می‌کردند رایج شد.
- ۱۹۳۰ - جمهوری ترکیه نام قسطنطنیه را به استانبول و نام آنقوره را به آنکارا تغییر داد.
- ۱۹۳۳ - امپراتوری ژاپن در پاسخ به محکومیت اشغال منچوری توسط این کشور و ایجاد دولت دست نشانده مانچوکوئو در آن از طرف جامعه ملل، از این سازمان کناره‌گیری کرد.
- ۱۹۳۹ - جنگ داخلی ۳ ساله و خونین اسپانیا با پیروزی راستگرایان به ریاست ژنرال فرانکو پایان یافت. در جریان این جنگ، چپگرایان کشورهای مختلف و دولت شوروی از چپ‌ها (جمهوریخواهان) و دولت‌های ایتالیا و آلمان از راستگرایان حمایت می‌کردند و به آنان اسلحه و پول می‌رساندند.
- ۱۹۷۷  - حادثه فرودگاه تنریف ( پرواز شماره ۴۸۰۵ کا ل ام و پرواز ۱۷۳۶ پان امریکن) منجر به کشته شدن ۵۸۳ شد.
- ۲۰۱۴ - مجمع عمومی سازمان ملل متحد با تصویب قطعنامه ۶۸/۲۶۲ بر تمامیت ارضی اوکراین تأکید کرد و همه‌پرسی الحاق کریمه به روسیه را مردود خواند.
- ۲۰۱۶ - در اثر یک انفجار انتحاری در پارکی در لاهور پاکستان دست کم ۷۵ تن که بیشتر آن‌ها زنان و کودکان بودند، کشته شدند. گروه تروریستی موسوم به جماعت الاحرار، وابسته به طالبان پاکستان مسئولیت این اقدام را بر عهده گرفت.

## زادروزها
- ۱۶۷۹ - دومنیکو لالی، شاعر و نویسنده ایتالیایی، (درگذشت ۹ اکتبر ۱۷۴۱)
- ۱۸۴۵ - ویلهلم کُنراد رونتگِن، فیزیکدان آلمانی، کاشف پرتو ایکس و برنده‌ی نخستین جایزه نوبل فیزیک در سال ۱۹۰۱ میلادی، (درگذشت ۱۰ فوریه ۱۹۲۳)
- ۱۸۶۳ - سر فردریک هنری رویس، مکانیک، کارآفرین، صنعتگر انگلیسی و از بنیانگذاران شرکت رولزرویس، (درگذشت ۲۲ آوریل ۱۹۳۳)
- ۱۸۹۹ - گلوریا سوانسون، هنرپیشه و تهیه کننده آمریکایی، (درگذشت ۴ آوریل ۱۹۸۳)
- ۱۹۴۴ - خسرو شکیبایی، هنرپیشه تئاتر، سینما و تلویزیون ایرانی (تهران، ایران)
- ۱۹۶۳ - کوئنتین تارانتینو، کارگردان، هنرپیشه و فیلم‌نامه‌نویس آمریکایی
- ۱۹۶۷ - تالیسا سوتو هنرپیشه آمریکایی

## درگذشتگان
- ۱۰۴۵ - علی بن احمد جرجرایی، وزیر فاطمی. [۱]
- ۱۹۳۹ - عبدالرحیم الحاج محمد، نظامی و انقلابی فلسطینی.[۲]
- ۱۹۶۸ - یوری الکسی‌یویچ گاگارین (به روسی: Юрий Алексеевич Гагарин)، فضانورد روسی و نخستین فضانورد جهان، (زاده ۹ مارس ۱۹۳۴)

## مناسبت‌ها
- از سال ۱۹۹۲: این روز در ژاپن به عنوان روز ساکورا نامگذاری شده‌است.
- روز جهانی تئاتر[۳]